# Dent Township (Missouri)
Dent Township est un ancien township du comté d'Iron, situé dans le Sud-Est du Missouri, aux États-Unis,.
Fondé en 1857, le township est nommé en référence au comté de Dent.

## Source de la traduction
- (en) Cet article est partiellement ou en totalité issu de l’article de Wikipédia en anglais intitulé « Dent Township, Iron County, Missouri » (voir la liste des auteurs).